# Dogtrot-Haus

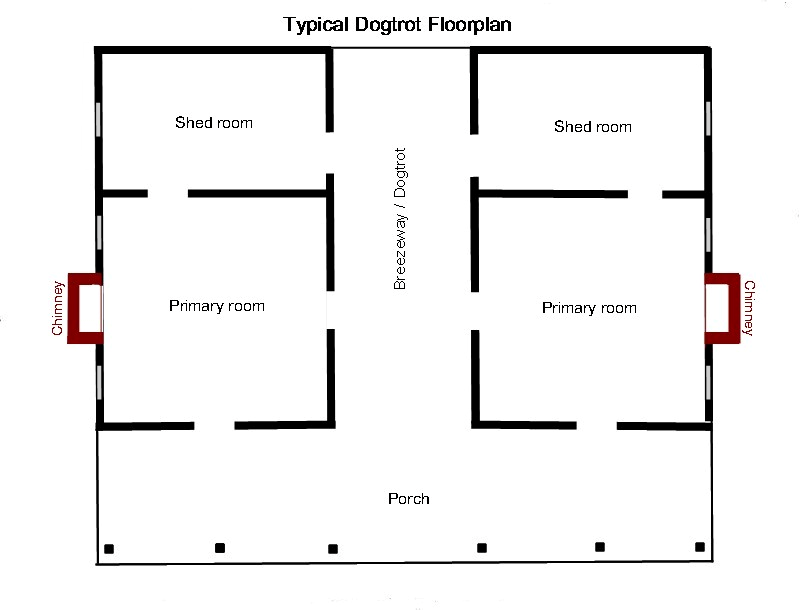
Typischer Grundriss eines Dogtrot-Hauses. Die hinteren Räume bestanden anfangs oft aus einer überdachten Veranda, um die später Wände gebaut wurden.

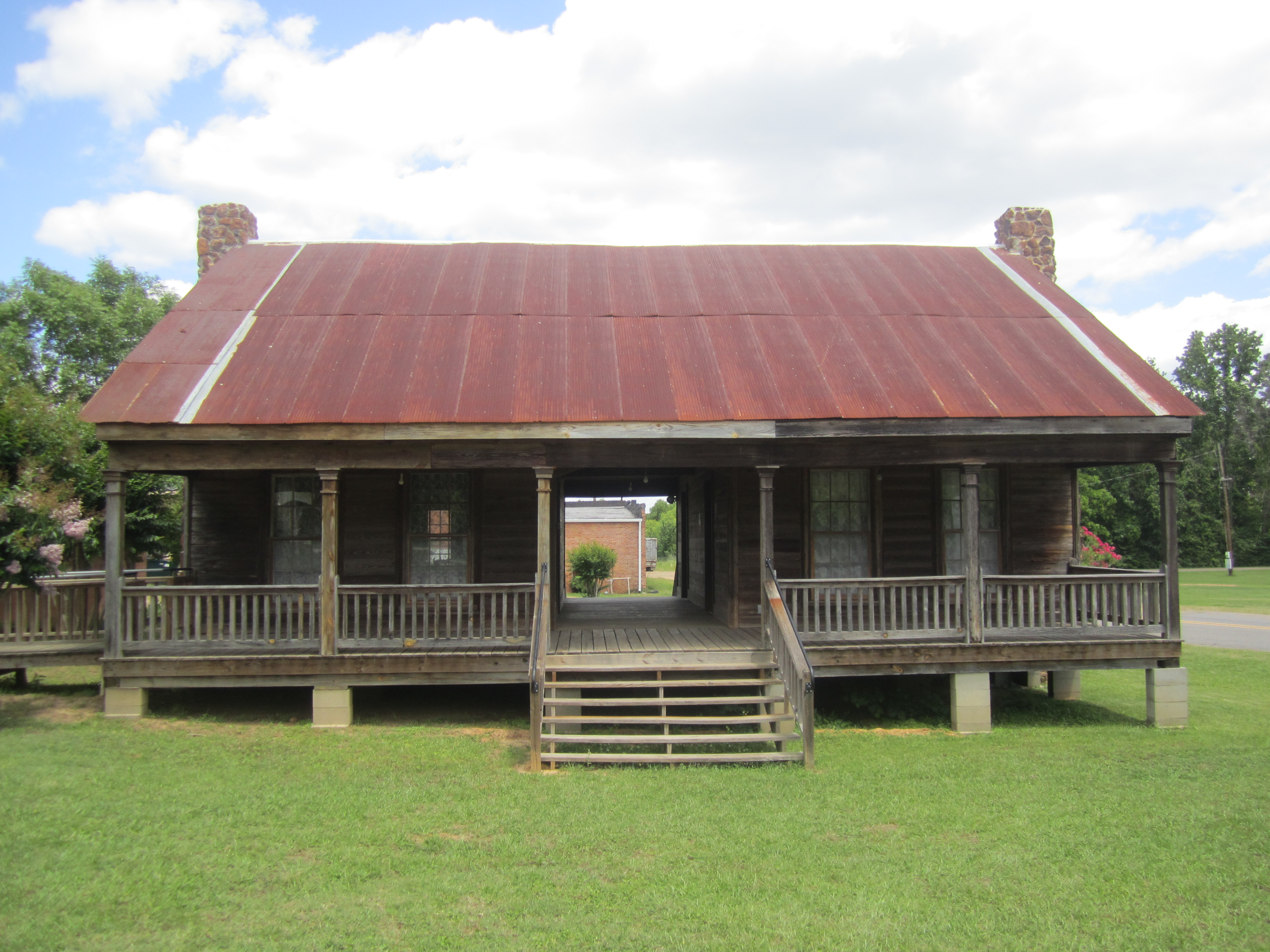
Dogtrot-Haus aus dem 19. Jahrhundert in Dubach, Louisiana.

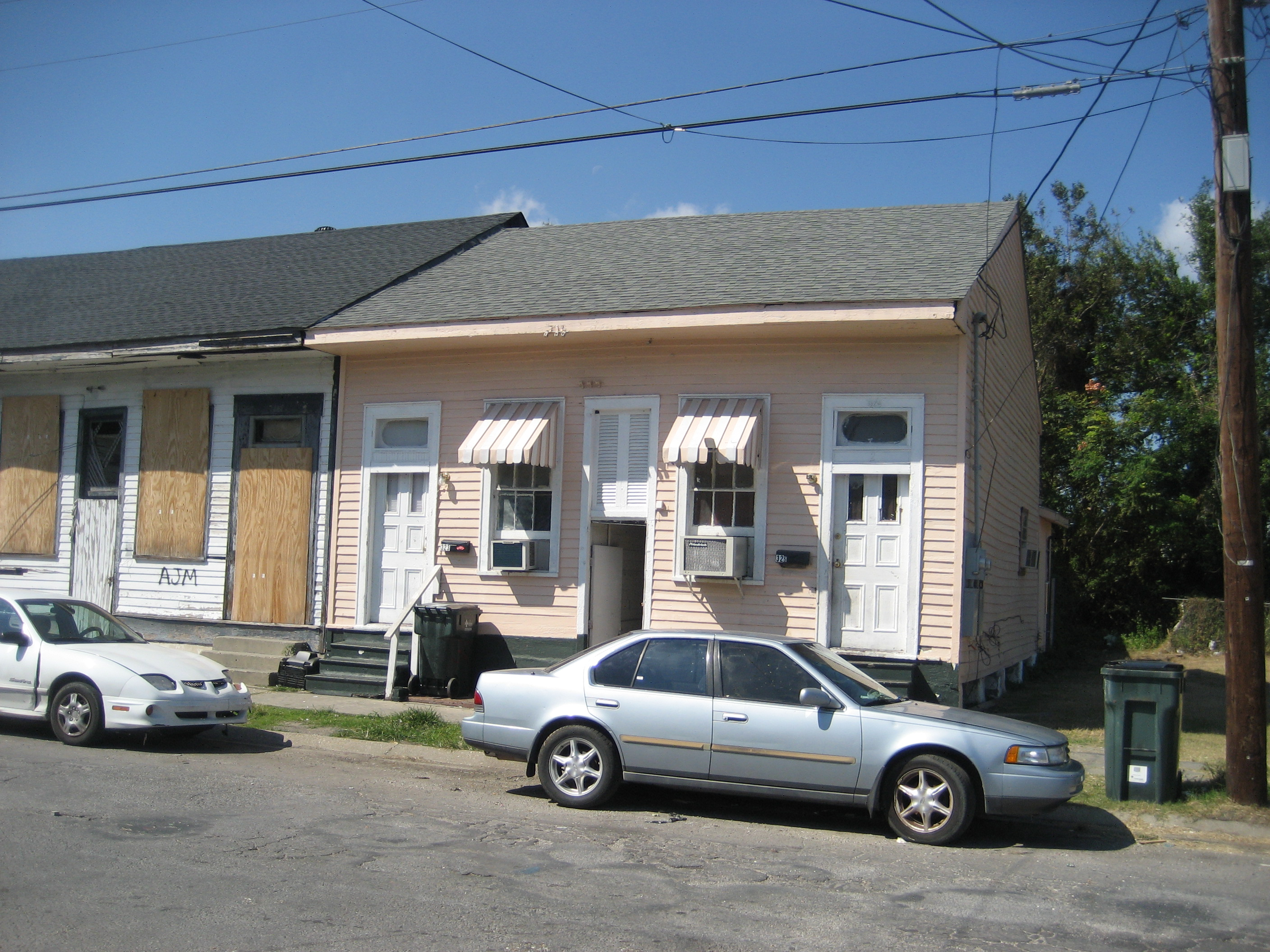
Städtische Variante des Dogtrot-Hauses: Kreolische Cottages mit einer schmalen Passage in New Orleans.

Das Dogtrot-Haus oder Breezeway-House war im 19. und frühen 20. Jahrhundert eine typische Bauform in den Südstaaten der USA. Es stammt wahrscheinlich aus den südlichen Appalachen. Der Baustil wurde vor allem in Kentucky und Tennessee entwickelt und schon früh im Piedmont angewendet. Auch heute noch werden Dogtrot-Häuser aus modernen Baumaterialien nach dem historischen Design errichtet.

## Design
Das Dogtrot-Haus bestand früher aus zwei Blockhäusern unter einem gemeinsamen Dach mit einer dazwischenliegenden Passage (englisch dogtrot oder breezeway). Normalerweise wurde ein Blockhaus zum Kochen und Essen verwendet und das andere zum Schlafen. Es hat meist 1 bis 1½ Stockwerke und mindestens zwei Räume mit jeweils 5,5 bis 6 m Breite, die Türen zu der zentral gelegenen Passage haben. Gelegentlich sind weitere Räume oder Schuppen angebaut, die die Passage vorne oder hinten flankieren. Die Passage bot durch die Überdachung Schutz vor der Hitze und eine natürliche Belüftung der danebengelegenen Räume.
Die Schornsteine waren meist an den beiden Giebelenden angebracht. Wenn es ein Obergeschoss gab, lag die Treppe meist in einem der beiden Räume oder in der Passage. Manche Dogtrot-Häuser hatten nur die offene Zentralpassage und die flankierenden Räume, aber die meisten hatten vorne bzw. hinten eine Veranda über die gesamte Breite.

## Erhaltene Gebäude
In Dubach, Louisiana sind mehrere Dogtrot-Häuser erhalten, so dass die Stadt den staatlichen Spitznamen „Dogtrot Capital of the World“ erhielt.
Das James Jackson Bryan House im Dogtrot-Stil von 1840 liegt auf der Ranch Azalee im Süden des Webster Parish in Louisiana und gehörte früher dem Senator Harold Montgomery. Es wurde 1999 in das National Register of Historic Places eingetragen.
Das Noel Owen Neal House in der Nähe von Nashville, Arkansas wurde 1840 in Dogtrot-Stil errichtet. Es wurde inzwischen nach Washington, Arkansas transloziert.